# Red Aim
Red Aim war eine deutsche Rockband aus der saarländischen Landeshauptstadt Saarbrücken die von 1995 bis 2006 bestand und bei Metal Blade Records unter Vertrag stand.
Die ehemaligen Musiker Karsten Brill, Benjamin Buss, David Vogt und Christian Jost gründeten drei Jahre vor der Auflösung von Red Aim die Power-Metal-Band Powerwolf.

## Geschichte
Die Band wurde im Jahr 1995 von Pascal Flach und Christian Buss, die sich aus der Schule kannten, in Saarbrücken gegründet und spielten zu Beginn ihrer musikalischen Laufbahn eine Mischung aus Stoner- und Raga Rock. Mit dem Wechsel des Sängers von Flach zu Karsten Brill, der unter dem Pseudonym Dr. Don Rogers bei Red Aim spielte, änderte die Gruppe ihre Musik hin zu einem vom Punkrock beeinflussten Heavy Metal.
In den Jahren 1996 und 1998 veröffentlichte die Band mit Sinai Jam und Orange zwei EPs in Eigenregie ehe die Gruppe bei People Like You Records unter kam und ihr Debütalbum Call Me Tiger auf den Markt brachten. Es folgten mit den Herausgaben von The Aprilfuckers und The Saartanic Cluttydogs eine weitere EP und ein Album. Red Aim unterzeichneten etwas später beim US-amerikanischen Musiklabel Metal Blade Records und veröffentlichten mit Flash for Fantasy ein weiteres vollwertiges Studioalbum. Mit Niagara erschien im Jahr 2003 das vierte und letzte Album der Band. Ein fünftes Album, welches den Namen The Pink Necromantic tragen sollte und für 2006 angekündigt wurde, wurde nie veröffentlicht.
Thorsten Erbel, selbst im Jahr 1998 als Bassist für Patrick Schappert bei Red Aim eingestiegen, wurde im Jahr 2002 von David „El Davide“ Vogt ersetzt. Zudem stieß mit Christian Jost ein Keyboarder zur Band.
Im August des Jahres 2001 spielte die Band auf dem Summer Breeze. Es folgte ein Auftritt auf dem Wacken Open Air und eine Tournee als Vorband für In Extremo. Im Jahr 2003 gründeten Brill, Buss, Jost und Vogt die Power-Metal-Band Powerwolf.

## Diskografie
- 1996: Sinai Jam (EP, Eigenproduktion)
- 1998: Orange (EP, Eigenproduktion)
- 1999: Call Me Tiger (Album, People Like You Records)
- 2000: The Aprilfuckers (EP, People Like You Records)
- 2001: The Saartanic Cluttydogs (Album, People Like You Records)
- 2002: Flesh for Fantasy (Album, Metal Blade Records)
- 2003: Niagara (Album, Metal Blade Records)